# Mio Pang Fei (documentário)
Mio Pang Fei é um documentário luso-macaense realizado por Pedro Cardeira, sobre a vida do artista plástico macaense Mio Pang Fei. Estreou-se no Doclisboa a 20 de outubro de 2014 e em Macau a 4 de dezembro de 2014. Recebeu o prémio de melhor argumento no Macau Indies de 2015.